# Largo
Ла́рго, ля́рго (итал. largo — широко, очень медленно, полно, протяжно) — обозначение темпа и характера в музыке.
Largo имеет одинаковое движение с adagio, но при первом характер исполнения должен быть строже.
Ларго меняет своё движение и характер в зависимости от присоединяемых к нему слов. Largo assai, di molto требуют более медленного исполнения, чем простое largo. Largo religioso требует в передаче характера религиозного. Largo ma non troppo требует не столь протяжной передачи.
Метроном (по Мальтеру): ♩ = 44—52.